# Lamborghini Portofino
Lamborghini Portofino — концепт-кар, разработанный для Lamborghini Кевином Вердайном, одним из ведущих дизайнеров компании Крайслер. Автомобиль был представлен на франкфуртском автосалоне в 1987 году..
Был изготовлен только один автомобиль Lamborghini Portofino, шасси #LC0001. По некоторым данным, автомобиль был сильно повреждён в конце 80х, однако восстановлен компанией Metalcrafters из Коста-Месы. В ходе ремонтных работ плексигласовые элементы автомобиля были заменены стеклянными. В данный момент автомобиль находится в штаб-квартире Chrysler в Оберн-Хилс.
В 1986 году Вердайн разработал для Chrysler модель концепт-кара, названного Навахо. Макет так и остался на стадии глиняной модели, но после приобретения в 1987 г. Chrysler компании Lamborghini, дизайн, с некоторыми изменениями, воскресили в автомобиле Portofino.
Изготовление автомобиля шло в Турине под руководством Серджио Коджиола. В основу было положено шасси легендарной Lamborghini Jalpa, имевшей среднемоторную заднеприводную компоновку. От Хальпы же были позаимствованы 3,5 л. V8 двигатель и 5-ступенчатая МКПП. Двигатель мог раскручиваться до 7000 об./мин., выдавая 225 л. с. (64,6 л. с./л). Самой интересной особенностью Portofino были двери: передние гильотинного типа, задние — заднепетельные гильотинные. Логотип, расположенный на капоте автомобиля, представлял собой быка Ламборгини в пентаграмме Крайслера.
Хотя Portofino была изготовлена в единственном экземпляре, и Chrysler не смог удержать Ламборгини в своём составе, дизайн этого автомобиля оказывал влияние на внешний вид крайслеровских машин ещё два десятилетия. Широкий, приземистый кузов и «воздушный» салон стали визитной карточкой автомобилей Chrysler на платформе LH. Передняя и задняя оптика нашла своё применение уже в первом поколении Dodge Intrepid, став ключевым элементом дизайна всей серии автомобиля.